# OmegaT
OmegaT je volně dostupný (open source) překladatelský nástroj typu CAT napsaný v programovacím jazyce Java. Původně jej v roce 2000 vytvořil Keith Godfrey, v současné době je vyvíjen týmem pod vedením Maxima Michalčuka.
(Přehled stavu lokalizací Archivováno 12. 8. 2009 na Wayback Machine.)
Nástroj je možné provozovat pod různými operačními systémy, např. Linux, Windows, Mac OS X.
Mezi podporované formáty patří OpenDocument (ODF), OpenOffice.org, Office Open XML, Office Open XML (Microsoft Office 2007), HTML, XHTML a prostý text (se staršími soubory programu MS Word dokáže pracovat, pokud se použije aplikace OpenOffice.org jako konverzní filtr, který převede daný soubor do formátu OpenDocument).
Při překladu využívá OmegaT překladovou paměť ve standardizovaném formátu TMX (Translation Memory eXchange), čímž je tento program kompatibilní s jinými programy podporujícími tento formát.
OmegaT podporuje i uživatelem definované slovníky, vyhledávání v překladových pamětích, zobrazování podobných překladů z překladových pamětí apod.